# Трестау
Трестау (нім. Tröstau) — громада в Німеччині, розташована в землі Баварія. Підпорядковується адміністративному округу Верхня Франконія. Входить до складу району Вунзідель. Центр об'єднання громад Трестау.
Площа — 19,28 км2. Населення становить 2215 ос. (станом на 31 грудня 2020).